# No Komments
No Komments — перший студійний альбом української співачки Насті Каменських під псевдонімом NK. Він вийшов 12 жовтня 2018 року на лейблі Nice2CU.
Назва альбому — гра слів, у виразі англійською «No Comments» (укр. Без коментарів) у другому слові змінюється перша літера, щоб великі літери назви альбому складали псевдонім співачки.

## Про альбом
Співачка представила альбом «No Komments» 11 жовтня, 2018 року у київському ресторані Alaska, а 12 жовтня альбом став доступний на стрімінгових сервісах потокового аудіо.
Вісім композицій з альбому виконуються російською, одна («Тримай») — українською, та ще одна («#thatsmytypeofnight») англійською.

### Сингли
Всього з альбому чотири композиції вийшли як сингли.
2 листопада 2017 року було презентовано пісню «#этомояночь».
У 2018 вийшли ще три сингли: 28 лютого — «Дай мне», 9 квітня — «Тримай» та 17 серпня було презентовано композицію «LOMALA».

### Музичні відеокліпи
На чотири композиції з альбому було відзнято відеокліпи та одне ліричне відео.
Перший відеокліп на пісню «#этомояночь» було презентовано 3 листопада, 2017 року; режисером виступив Алан Бадоєв.
Два кліпи було представлено у 2018, а саме: 23 березня — «Дай мне», та, разом з презентацією альбому, 11 жовтня вийшло відео на композицію «LOMALA». Режисеркою обох робіт стала українська кліпмейкерка Таня Муїньо. Також у 2018 році на композицію «Тримай» співачка випустила ліричне відео, режисеркою якого була Соня Плакидюк. Сама робота була оприлюднена 1 червня.
Музичне відео на трек «Попа, как у Ким» вийшло 14 лютого 2019 року (режисер Леонід Колосовський).

## Список композицій
| Оригінальне видання        | Оригінальне видання       | Оригінальне видання |
| #                          | Назва                     | Тривалість          |
| -------------------------- | ------------------------- | ------------------- |
| 1.                         | «#этомояночь»             | 2:58                |
| 2.                         | «Дай мне»                 | 3:07                |
| 3.                         | «Энимал»                  | 3:16                |
| 4.                         | «Я люблю тебя»            | 3:15                |
| 5.                         | «Ты всегда в моих мечтах» | 3:37                |
| 6.                         | «No Foto No Video»        | 3:59                |
| 7.                         | «Тримай»                  | 3:04                |
| 8.                         | «LOMALA»                  | 3:18                |
| 9.                         | «Попа как у Ким»          | 3:31                |
| 10.                        | «#thatsmytypeofnight»     | 2:53                |
| Загальна тривалість: 32:58 |                           |                     |

## Нагороди та номінації
| Рік  | Премія               | Номінація                                      | Результат | Примітка                                    | Дж.    |
| ---- | -------------------- | ---------------------------------------------- | --------- | ------------------------------------------- | ------ |
| 2018 | M1 Music Awards      | Хіт року                                       | Номінація | «Тримай»                                    | [ 15 ] |
| 2018 | M1 Music Awards      | Кліп року                                      | Перемога  | «#этомояночь» (реж. Алан Бадоєв)            | [ 16 ] |
| 2019 | M1 Music Awards      | Хіт року                                       | Номінація | «Обіцяю»                                    | [ 17 ] |
| 2019 | Top Hit Music Awards | Відеокліп року (жіночій вокал) YouTube Ukraine | Перемога  | «Попа как у Ким» (реж. Леонід Колосовський) |        |
| 2019 | YUNA                 | Найкращий естрадний хіт                        | Перемога  | «Тримай»                                    | [ 18 ] |